# Kyselina fluorná
Kyselina fluorná HOF neboli monofluorovaná voda je zajímavá, ale stále ještě málo známá látka. Je jedinou známou kyslíkatou kyselinou fluoru. Je to pevná krystalická látka, která se explozivně rozkládá za vzniku fluorovodíku a kyslíku podle rovnice
2 HOF → 2 HF + O2,
proto je nutné ji ihned po výrobě zužitkovat. Je to jedno z nejlepších oxidačních činidel, které není destruktivní. Při oxidacích se z kyseliny fluorné odštěpuje kyslík a vzniká fluorovodík. Kyselina fluorná se připravuje zaváděním plynné směsi složené z 10 % fluoru a 90 % dusíku do acetonitrilu obsahujícího vodu. Acetonitril (CH3CN) je zde netečný a fluor reaguje s vodou za vzniku kyseliny fluorné a fluorovodíkové.
6 F2 + 6 H2O → 8 HF + O2 + 4 HOF